# Derby Merseyside
Derby Merseyside (ang. Merseyside derby), również Derby Liverpoolu (ang. Liverpool derby) – spotkanie pomiędzy zespołem Liverpoolu a Evertonem. Nazwa pochodzi od hrabstwa Merseyside, obejmujące aglomerację miasta Liverpool. Derby te są nazywane również The Friendly Derby (Przyjacielskie Derby), ponieważ przychodzą na nie często rodziny, w których są kibice zarówno Liverpoolu jak i Evertonu.
Do 24 kwietnia 2024 rozegrano 244 spotkań. Everton wygrywał 68 razy, Liverpool 99, zaś 77-krotnie padał remis. Pierwsze derby rozegrano 13 października 1894 roku w ramach rozgrywek Division 1. Wygrał w nich zespół Evertonu 3:0. Pierwszy raz Liverpool zwyciężył 25 września 1897 roku, kiedy to wygrał spotkanie 3:1.
Najwięcej występów w tychże spotkaniach derbowych zaliczył Neville Southall, długoletni piłkarz Evertonu pochodzenia Walijskiego, grający na pozycji bramkarza. Najwięcej bramek strzelił jednak Ian Rush, Walijski napastnik Liverpoolu, do bramki Evertonu strzelił 25 razy.

## Statystyki
Stan na 24 kwietnia 2024
| Rozgrywki     | Mecze | Wygrane Evertonu | Remisy | Wygrane Liverpoolu |
| ------------- | ----- | ---------------- | ------ | ------------------ |
| Liga          | 210   | 59               | 69     | 82                 |
| Puchar Anglii | 25    | 7                | 6      | 12                 |
| Puchar Ligi   | 4     | 1                | 1      | 2                  |
| Inne          | 5     | 1                | 1      | 3                  |
| Łącznie       | 244   | 68               | 77     | 99                 |